# Stan Jones (Songwriter)
Stanley Davis Jones (geboren 5. Juni 1914 in Douglas, Arizona; gestorben 13. Dezember 1963 in Los Angeles, Kalifornien) war ein US-amerikanischer Songwriter und Schauspieler. Sein bekanntestes Lied ist (Ghost) Riders in the Sky.

## Leben und Wirken
Jones wurde in Douglas im Bundesstaat Arizona geboren, seine Familie zog später nach Los Angeles. Er schrieb sich an der Universität in Berkeley ein, brach das Studium jedoch 1934 ab und ging zur Navy. Später arbeitete er in verschiedenen Berufen und wurde schließlich Ranger in verschiedenen Nationalparks im Westen der USA, wo er in seiner Freizeit Lieder schrieb.
Als er 1948 im Death-Valley-Nationalpark arbeitete, wirkte er bei den Dreharbeiten zum Western The Walking Hills mit und trug in den Drehpausen selbst geschriebene Lieder vor. Von den Zuhörern ermutigt, schickte er seine Kompositionen an mehrere Musikverlage. Sein Lied Ghost Riders in the Sky wurde daraufhin von Burl Ives aufgenommen und wenig später in einer Version von Vaughn Monroe sehr bekannt.
In den nächsten Jahren schrieb Jones Musik für verschiedene Filme (meist Western), darunter Westlich St. Louis und Rio Grande. Er spielte zudem einige kleinere Rollen, etwa in Der letzte Befehl oder verschiedenen Fernsehserien.